# Nicolás de Monpezat
Nicolás de Monpezat (Copenhague, 28 de agosto de 1999), de nombre secular Nikolai William Alexander Frederik, es el hijo mayor de Joaquín de Dinamarca y de su primera esposa, la condesa Alejandra de Frederiksborg. Desde 2008 es conde de Monpezat. Fue príncipe de Dinamarca desde su nacimiento hasta 2022. Nicolás es nieto de la reina emérita Margarita II y Enrique de Laborde de Monpezat. Actualmente ocupa el sexto puesto en la línea de sucesión al trono danés.

## Biografía

### Nacimiento
Nació el 28 de agosto de 1999 en el Hospital Universitario de Copenhague. 

### Bautismo
El entonces príncipe Nicolás fue bautizado el 6 de noviembre de 1999 en la capilla del Palacio de Fredensborg. La pieza musical Lys på din vej ("Luz en tu camino") compuesta por Frederik Magle, se estrenó en el bautismo y está dedicada al entonces príncipe.
Sus padrinos y madrinas fueron: el actual rey danés (entonces príncipe heredero) Federico de Dinamarca, el príncipe Eduardo de Edimburgo, Peter Steenstrup, Nicola Baird y Camilla Flint.

### Nombres
Nicolás por su tía materna y madrina, Nicola Baird.
Guillermo por el abuelo paterno de su madre
Alejandro por su madre, la condesa Alexandra.
Federico por su tío paterno y padrino, el príncipe heredero Federico.

### Hermanos
- Félix Enrique Valdemar Cristian, nacido el 22 de julio de 2002.
- Enrique Carlos Joaquín Alán, nacido el 4 de mayo de 2009, medio hermano por parte paterna fruto del matrimonio de Joaquín y Marie.
- Atenea Margarita Francisca María, nacida el 24 de enero de 2012, media hermana por parte paterna fruto del matrimonio de Joaquín y Marie.

### Formación
En 2018 se graduó en la escuela de Herlufsholm en Næstved, convertido en el décimo mejor estudiante de su promoción. Ese mismo verano el joven empieza el entrenamiento militar en Jutlandia, compaginándolo con trabajos como modelo de pasarela.
En verano de 2019 se inscribe en una de las mejores escuelas de negocios de Europa, la Escuela de Negocios de Copenhague. El programa al que asiste Nicolás, según informa la prensa francesa, acepta a 240 candidatos, allí el príncipe pasó tres años estudiando mercadotecnia, contabilidad y organización empresarial.
En septiembre de 2022, Margarita II, retiró los títulos principescos a la mitad de sus nietos. Tras perder su título, Nicolás de Monpezat se ha mudado a Australia y compagina sus estudios con su carrera en la moda. En cuanto a su vida profesional, Nicolás de Monpezat incursionó en el mundo del modelaje desde hace unos años y ha participado en desfiles y pasarelas de reconocidas marcas. Además de que ha protagonizado portadas de revistas.

## Títulos y tratamientos
| ● 28 de agosto de 1999-29 de abril de 2008: | Su alteza el príncipe Nicolás de Dinamarca                    |
| ● 29 de abril de 2008-1 de enero de 2023:   | Su alteza el príncipe Nicolás de Dinamarca, conde de Monpezat |
| ● 1 de enero de 2023-presente:              | Su Excelencia el conde Nicolás de Monpezat                    |

## Distinciones honoríficas
Nacionales
- Caballero Gran Cruz de la Orden de Dannebrog (27/05/2025).[5]
- Medalla Conmemorativa del 70° Aniversario del príncipe consorte Enrique (11/06/2009).
- Medalla Conmemorativa del 70° Aniversario de la reina Margarita II (16/04/2010).
- Medalla Conmemorativa del Jubileo de Rubí de la reina Margarita II (11/01/2012).
- Medalla Conmemorativa del 75° Aniversario de la reina Margarita II (16/04/2015).[6]
- Medalla Conmemorativa de las Bodas de Oro de la Reina Margarita II y el Príncipe Enrique (10/06/2017).
- Medalla Conmemorativa del Príncipe Enrique (11/06/2018).
- Medalla Conmemorativa del 80° Aniversario de la reina Margarita II (16/04/2020).
- Medalla Conmemorativa del Jubileo de Oro de la Reina Margarita II (14/01/2022).

## Ancestros
|  |                                            |  |  |  |  |  |  |  |  |  |  |  |  |  |  |  |
|  | 8. Andrés de Laborde, conde de Monpezat    |  |  |  |  |  |  |  |  |  |  |  |  |  |  |  |
|  |                                            |  |  |  |  |  |  |  |  |  |  |  |  |  |  |  |
|  |                                            |  |  |  |  |  |  |  |  |  |  |  |  |  |  |  |
|  | 4. Enrique de Laborde, conde de Monpezat   |  |  |  |  |  |  |  |  |  |  |  |  |  |  |  |
|  |                                            |  |  |  |  |  |  |  |  |  |  |  |  |  |  |  |
|  |                                            |  |  |  |  |  |  |  |  |  |  |  |  |  |  |  |
|  | 9. Renata Yvonne Doursenot                 |  |  |  |  |  |  |  |  |  |  |  |  |  |  |  |
|  |                                            |  |  |  |  |  |  |  |  |  |  |  |  |  |  |  |
|  |                                            |  |  |  |  |  |  |  |  |  |  |  |  |  |  |  |
|  | 2. Príncipe Joaquín de Dinamarca           |  |  |  |  |  |  |  |  |  |  |  |  |  |  |  |
|  |                                            |  |  |  |  |  |  |  |  |  |  |  |  |  |  |  |
|  |                                            |  |  |  |  |  |  |  |  |  |  |  |  |  |  |  |
|  | 10. Rey Federico IX de Dinamarca           |  |  |  |  |  |  |  |  |  |  |  |  |  |  |  |
|  |                                            |  |  |  |  |  |  |  |  |  |  |  |  |  |  |  |
|  |                                            |  |  |  |  |  |  |  |  |  |  |  |  |  |  |  |
|  | 5. Reina Margarita II de Dinamarca         |  |  |  |  |  |  |  |  |  |  |  |  |  |  |  |
|  |                                            |  |  |  |  |  |  |  |  |  |  |  |  |  |  |  |
|  |                                            |  |  |  |  |  |  |  |  |  |  |  |  |  |  |  |
|  | 11. Princesa Ingrid de Suecia              |  |  |  |  |  |  |  |  |  |  |  |  |  |  |  |
|  |                                            |  |  |  |  |  |  |  |  |  |  |  |  |  |  |  |
|  |                                            |  |  |  |  |  |  |  |  |  |  |  |  |  |  |  |
|  | 1. Nicolás de Dinamarca, conde de Monpezat |  |  |  |  |  |  |  |  |  |  |  |  |  |  |  |
|  |                                            |  |  |  |  |  |  |  |  |  |  |  |  |  |  |  |
|  |                                            |  |  |  |  |  |  |  |  |  |  |  |  |  |  |  |
|  | 12. William Thomas Manley                  |  |  |  |  |  |  |  |  |  |  |  |  |  |  |  |
|  |                                            |  |  |  |  |  |  |  |  |  |  |  |  |  |  |  |
|  |                                            |  |  |  |  |  |  |  |  |  |  |  |  |  |  |  |
|  | 6. Richard Nigel Manley                    |  |  |  |  |  |  |  |  |  |  |  |  |  |  |  |
|  |                                            |  |  |  |  |  |  |  |  |  |  |  |  |  |  |  |
|  |                                            |  |  |  |  |  |  |  |  |  |  |  |  |  |  |  |
|  | 13. Frances Blanche Madar                  |  |  |  |  |  |  |  |  |  |  |  |  |  |  |  |
|  |                                            |  |  |  |  |  |  |  |  |  |  |  |  |  |  |  |
|  |                                            |  |  |  |  |  |  |  |  |  |  |  |  |  |  |  |
|  | 3. Alexandra Christina Manley              |  |  |  |  |  |  |  |  |  |  |  |  |  |  |  |
|  |                                            |  |  |  |  |  |  |  |  |  |  |  |  |  |  |  |
|  |                                            |  |  |  |  |  |  |  |  |  |  |  |  |  |  |  |
|  | 14. Karl Maria Franz Hermann Nowotny       |  |  |  |  |  |  |  |  |  |  |  |  |  |  |  |
|  |                                            |  |  |  |  |  |  |  |  |  |  |  |  |  |  |  |
|  |                                            |  |  |  |  |  |  |  |  |  |  |  |  |  |  |  |
|  | 7. Christa Maria Nowotny                   |  |  |  |  |  |  |  |  |  |  |  |  |  |  |  |
|  |                                            |  |  |  |  |  |  |  |  |  |  |  |  |  |  |  |
|  |                                            |  |  |  |  |  |  |  |  |  |  |  |  |  |  |  |
|  | 15. Mathilde Göde Meier                    |  |  |  |  |  |  |  |  |  |  |  |  |  |  |  |
|  |                                            |  |  |  |  |  |  |  |  |  |  |  |  |  |  |  |
|  |                                            |  |  |  |  |  |  |  |  |  |  |  |  |  |  |  |